# Thomisus spectabilis
Thomisus spectabilis är en spindelart som beskrevs av Carl Ludwig Doleschall 1859. Thomisus spectabilis ingår i släktet Thomisus och familjen krabbspindlar. Inga underarter finns listade i Catalogue of Life.